# Elizabeth Vesey
Elizabeth Vesey (1715, Ossory, Irlande - 1791, Chelsea, Londres) est une riche intellectuelle irlandaise, membre des Bluestockings, mouvement de femmes en Angleterre vers le milieu du XVIIIe siècle, pour les enjeux de société et l'éducation. Elle en est un mécène et un membre important.

## Biographie
Les amis de Vesey incluent Mary Delany, Margaret, Duchess of Portland, Elizabeth Montagu, Elizabeth Carter, Fanny Burney et Hannah More.
Son cercle inclut Frances Boscawen, Edmund Burke, David Garrick, Edward Gibbon, Samuel Johnson, Thomas Percy, Sir Joshua Reynolds, Richard Brinsley Sheridan, Adam Smith et Thomas Warton. Vesey écrit mais ne publie pas.